# Urverahu
Urverahu ist eine unbewohnte Insel, 650 Meter von der größten estnischen Insel Saaremaa entfernt. Sie liegt in der Landgemeinde Saaremaa im Kreis Saare. Die bewaldete Insel gehört außerdem zum Nationalpark Vilsandi.